# Xylosteus
Xylosteus is een kevergeslacht uit de familie van de boktorren (Cerambycidae). De wetenschappelijke naam van het geslacht werd voor het eerst geldig gepubliceerd in 1838 door Frivaldszky.

## Soorten
Xylosteus omvat de volgende soorten:
- Xylosteus bartoni Obenberger & Maran, 1933
- Xylosteus caucasicola Plavilstshikov, 1936
- Xylosteus spinolae Frivaldszky, 1838